# Gabara obscura
Gabara obscura är en fjärilsart som beskrevs av Augustus Radcliffe Grote 1883. Gabara obscura ingår i släktet Gabara och familjen nattflyn. Inga underarter finns listade i Catalogue of Life.